# Samenstelling Belgische Senaat 1912-1919
De lijst van leden van de Belgische Senaat van 1912 tot 1919. De Senaat telde toen 120 zetels. Op 2 juni 1912 werden 93 senatoren rechtstreeks verkozen. Het nationale kiesstelsel was in die periode gebaseerd op algemeen meervoudig stemrecht, volgens een systeem van evenredige vertegenwoordiging op basis van de methode-D'Hondt, gecombineerd met een districtenstelsel. Naargelang opleiding, cijns die men betaalde of een combinatie van beide kregen alle mannelijke Belgen van 25 jaar en ouder respectievelijk één, twee of drie stemmen. Daarnaast waren er ook 27 provinciale senatoren, aangeduid door de provincieraden.
De legislatuur liep van 9 juli 1912 tot 22 oktober 1919. De legislatuur werd van 5 augustus 1914 tot 21 november 1918 echter onderbroken door de Duitse bezetting tijdens de Eerste Wereldoorlog. Tijdens deze legislatuur waren achtereenvolgens de regering-De Broqueville I (juni 1911 - januari 1916), de regering-de Broqueville II    (januari 1916 - mei 1918), de regering-Cooreman (mei - november 1918) en de regering-Delacroix I (november 1918 - november 1919) in functie. De regering-De Broqueville I steunde op een katholieke meerderheid, de regering-De Broqueville II, de regering-Cooreman en de regering-Delacroix I steunden dan weer op een meerderheid van katholieken, liberalen en socialisten.
De oppositie bestond dus uit de liberalen (tot januari 1916) en de socialisten (tot januari 1916).

## Samenstelling
| Begin legislatuur (1912) | Begin legislatuur (1912) | Begin legislatuur (1912) | Begin legislatuur (1912) | Begin legislatuur (1912) | Einde legislatuur (1919) | Einde legislatuur (1919) | Einde legislatuur (1919) |
| Fractie                  | Fractie                  | Rechtstr.                | Prov.                    | Tot.                     | Fractie                  | Fractie                  | Zetels                   |
| ------------------------ | ------------------------ | ------------------------ | ------------------------ | ------------------------ | ------------------------ | ------------------------ | ------------------------ |
|                          | Katholieken              | 54                       | 16                       | 70                       |                          | Katholieken              | 68                       |
|                          | Liberalen                | 29                       | 6                        | 35                       |                          | Liberalen                | 34                       |
|                          | Socialisten              | 10                       | 5                        | 15                       |                          | Socialisten              | 14                       |
|                          | Vacant                   | -                        | -                        | -                        |                          | Vacant                   | 4                        |
|                          | Totaal                   | 93                       | 27                       | 120                      |                          | Totaal                   | 120                      |

Wijzigingen in de fractiesamenstelling:
- In 1913 overlijdt de socialist Charles Clément (rechtstreeks gekozen senator). Hij wordt vervangen door de liberaal Alphonse Carpentier.
- In 1918 wordt de overleden socialist Jean Keppene (rechtstreeks gekozen senator) niet meer vervangen.
- In 1918 wordt de tijdens de oorlog overleden liberaal Edmond Piret-Goblet (rechtstreeks gekozen senator) vervangen door de socialist Maxime Dryon.
- In 1919 wordt de ontslagnemende katholiek Theodore de Renesse (rechtstreeks gekozen senator) niet meer vervangen.
- In 1919 wordt de overleden liberaal Emmanuel De Cloedt (rechtstreeks gekozen senator) niet meer vervangen.
- In 1919 wordt de overleden katholiek Amaury de Ghellinck d'Elseghem Vaernewijck (rechtstreeks gekozen senator) niet meer vervangen.

## Lijst van de senatoren
| Senator                                    | Partij    | Aanduiding                   | Kieskring                                   | Provincie       | Opmerkingen |
| ------------------------------------------ | --------- | ---------------------------- | ------------------------------------------- | --------------- | --- |
| Emmanuel de Meester                        | Katholiek | Rechtstreeks gekozen senator | Antwerpen                                   | -               | Vervangt vanaf 29 november 1918 de overleden Maurice de Ramaix. |
| Edgar Vercruysse                           | Katholiek | Rechtstreeks gekozen senator | Antwerpen                                   | -               | Vervangt vanaf 29 november 1918 de overleden Edouard Biart. |
| Frédégand Cogels                           | Katholiek | Rechtstreeks gekozen senator | Antwerpen                                   | -               | Vervangt vanaf 29 november 1918 de overleden Louis Le Clef. Le Clef was tot aan zijn dood op 8 maart 1917 voorzitter van de commissie Financiën.                                                         |
| Julien Koch                                | Katholiek | Rechtstreeks gekozen senator | Antwerpen                                   | -               | |
| Oscar Van der Molen                        | Liberaal  | Rechtstreeks gekozen senator | Antwerpen                                   | -               | Vervangt vanaf 22 januari 1913 Arthur Van Den Nest, die om gezondheidsredenen ontslag neemt. |
| Constantin Callens                         | Liberaal  | Rechtstreeks gekozen senator | Antwerpen                                   | -               | Vervangt vanaf 29 november 1918 de overleden Eugène Van de Walle. |
| Leon Van Peborgh                           | Liberaal  | Rechtstreeks gekozen senator | Antwerpen                                   | -               | |
| Paul van Reynegom de Buzet                 | Katholiek | Rechtstreeks gekozen senator | Mechelen-Turnhout                           | -               | |
| Auguste Naets                              | Katholiek | Rechtstreeks gekozen senator | Mechelen-Turnhout                           | -               | |
| François Empain                            | Katholiek | Rechtstreeks gekozen senator | Mechelen-Turnhout                           | -               | Vervangt vanaf 23 januari 1913 de overleden Jules Wittman. |
| Charles Cools                              | Katholiek | Rechtstreeks gekozen senator | Mechelen-Turnhout                           | -               | |
| Ernest Bergmann                            | Liberaal  | Rechtstreeks gekozen senator | Mechelen-Turnhout                           | -               | |
| Alexandre Braun                            | Katholiek | Rechtstreeks gekozen senator | Brussel                                     | -               | Vanaf 13 mei 1919 voorzitter van de katholieke fractie. |
| Edmond Orban de Xivry                      | Katholiek | Rechtstreeks gekozen senator | Brussel                                     | -               | Vervangt vanaf 29 november 1918 de overleden Edmond Mesens. |
| Edouard Du Bost                            | Katholiek | Rechtstreeks gekozen senator | Brussel                                     | -               | |
| Georges Dupret                             | Katholiek | Rechtstreeks gekozen senator | Brussel                                     | -               | |
| Alexandre Halot                            | Katholiek | Rechtstreeks gekozen senator | Brussel                                     | -               | Vervangt vanaf 23 april 1913 de overleden Ferdinand de Marnix de Sainte-Aldegonde. |
| Georges De Ro                              | Katholiek | Rechtstreeks gekozen senator | Brussel                                     | -               | Vanaf 27 december 1918 voorzitter van de commissie Oorlog. |
| Armand Fléchet                             | Liberaal  | Rechtstreeks gekozen senator | Brussel                                     | -               | Vanaf 27 december 1918 voorzitter van de commissie Openbare Werken. |
| François Prosper Hanrez                    | Liberaal  | Rechtstreeks gekozen senator | Brussel                                     | -               | Vanaf 27 december 1918 voorzitter van de commissie Financiën. Eveneens voorzitter van de liberale fractie.                                                                                               |
| Albert Behaeghel                           | Liberaal  | Rechtstreeks gekozen senator | Brussel                                     | -               | Vervangt vanaf 29 november 1918 de overleden Louis Catteau. |
| Albert Poelaert                            | Liberaal  | Rechtstreeks gekozen senator | Brussel                                     | -               | |
| Auguste Lambiotte                          | Liberaal  | Rechtstreeks gekozen senator | Brussel                                     | -               | |
| Hubert Brunard                             | Liberaal  | Rechtstreeks gekozen senator | Brussel                                     | -               | Vervangt vanaf 23 april 1914 de overleden Samson Wiener. |
| Max Hallet                                 | Socialist | Rechtstreeks gekozen senator | Brussel                                     | -               | |
| Gustave Swinnen                            | Liberaal  | Rechtstreeks gekozen senator | Leuven                                      | -               | Vervangt vanaf 29 november 1918 de overleden Léon Vanderkelen. |
| Edouard Descamps                           | Katholiek | Rechtstreeks gekozen senator | Leuven                                      | -               | Tot 27 december 1918 voorzitter van de commissie Kunsten en Wetenschappen. |
| Auguste de Becker Remy                     | Katholiek | Rechtstreeks gekozen senator | Leuven                                      | -               | |
| Auguste Dumont de Chassart                 | Katholiek | Rechtstreeks gekozen senator | Nijvel                                      | -               | |
| Edouard Charles Brunard                    | Liberaal  | Rechtstreeks gekozen senator | Nijvel                                      | -               | Vervangt vanaf 12 augustus 1913 de overleden Ferdinand Charlot. |
| Albéric Ruzette                            | Katholiek | Rechtstreeks gekozen senator | Brugge                                      | -               | Vervangt vanaf 22 januari 1913 Léon van Ockerhout, die om gezondheidsredenen ontslag neemt. |
| Emmanuel De Cloedt                         | Liberaal  | Rechtstreeks gekozen senator | Brugge                                      | -               | De Cloedt overlijdt op 23 mei 1919, maar wordt niet meer vervangen. |
| Félix Struye de Swielande                  | Katholiek | Rechtstreeks gekozen senator | Veurne-Diksmuide-Oostende                   | -               | |
| Jules Vanderheyde                          | Katholiek | Rechtstreeks gekozen senator | Veurne-Diksmuide-Oostende                   | -               | |
| Adile Jacques Mulle de ter Schueren        | Katholiek | Rechtstreeks gekozen senator | Roeselare-Tielt                             | -               | Vervangt vanaf 8 oktober 1919 de overleden Maurice Van der Bruggen. |
| Fernand de Jonghe d'Ardoye                 | Katholiek | Rechtstreeks gekozen senator | Roeselare-Tielt                             | -               | Quaestor. |
| Cyrille Van den Bussche                    | Katholiek | Rechtstreeks gekozen senator | Roeselare-Tielt                             | -               | |
| Paul Vandenpeereboom                       | Katholiek | Rechtstreeks gekozen senator | Kortrijk-Ieper                              | -               | |
| Octave Landas                              | Katholiek | Rechtstreeks gekozen senator | Kortrijk-Ieper                              | -               | Vervangt vanaf 29 november 1918 de overleden Ernest Fraeys de Veubeke. |
| Georges Vercruysse                         | Katholiek | Rechtstreeks gekozen senator | Kortrijk-Ieper                              | -               | Voorzitter van de commissie Binnenlandse Zaken. |
| Raymond Vande Venne                        | Liberaal  | Rechtstreeks gekozen senator | Kortrijk-Ieper                              | -               | |
| Théophile Libbrecht                        | Katholiek | Rechtstreeks gekozen senator | Gent-Eeklo                                  | -               | |
| Edgard de Kerchove d'Ousselghem            | Katholiek | Rechtstreeks gekozen senator | Gent-Eeklo                                  | -               | |
| Arnold t'Kint de Roodenbeke                | Katholiek | Rechtstreeks gekozen senator | Gent-Eeklo                                  | -               | Ondervoorzitter en vanaf 27 december 1918 voorzitter van de commissie Landbouw. |
| Astère Vercruysse de Solart                | Katholiek | Rechtstreeks gekozen senator | Gent-Eeklo                                  | -               | Tot 27 december 1918 voorzitter van de commissie Landbouw en Openbare Werken. |
| Camille Isidore De Bast                    | Liberaal  | Rechtstreeks gekozen senator | Gent-Eeklo                                  | -               | |
| Alfred Chevalier                           | Socialist | Rechtstreeks gekozen senator | Gent-Eeklo                                  | -               | |
| Oscar Schellekens                          | Katholiek | Rechtstreeks gekozen senator | Dendermonde-Sint-Niklaas                    | -               | Vervangt vanaf 29 november 1918 de overleden Joseph Nicolas Van Naemen. |
| Henri Mertens                              | Katholiek | Rechtstreeks gekozen senator | Dendermonde-Sint-Niklaas                    | -               | Tot 27 december 1918 voorzitter van de commissie Marine, Posterijen en Telegrafie. |
| Louis de Brouchoven de Bergeyck            | Katholiek | Rechtstreeks gekozen senator | Dendermonde-Sint-Niklaas                    | -               | Vervangt vanaf 29 november 1918 de overleden Emile de Neve de Roden. |
| Hercule Coullier de Mulder                 | Liberaal  | Rechtstreeks gekozen senator | Dendermonde-Sint-Niklaas                    | -               | |
| Louis De Sadeleer                          | Katholiek | Rechtstreeks gekozen senator | Oudenaarde-Aalst                            | -               | |
| Eugène de Kerchove d'Exaerde               | Katholiek | Rechtstreeks gekozen senator | Oudenaarde-Aalst                            | -               | |
| Amaury de Ghellinck d'Elseghem Vaernewijck | Katholiek | Rechtstreeks gekozen senator | Oudenaarde-Aalst                            | -               | De Ghellinck overlijdt op 28 juli 1919, maar wordt niet meer vervangen. Hijzelf verving vanaf 29 november 1918 de overleden Paul Raepsaet. Raepsaet was secretaris tot aan zijn dood op 19 oktober 1918. |
| Joseph De Blieck                           | Liberaal  | Rechtstreeks gekozen senator | Oudenaarde-Aalst                            | -               | Quaestor vanaf 29 november 1918. |
| Armand Hubert                              | Katholiek | Rechtstreeks gekozen senator | Bergen-Zinnik                               | -               | |
| Adrien Vilain XIIII                        | Katholiek | Rechtstreeks gekozen senator | Bergen-Zinnik                               | -               | Vervangt vanaf 29 november 1918 de overleden Eugène de Savoye. |
| Arthur Demerbe                             | Liberaal  | Rechtstreeks gekozen senator | Bergen-Zinnik                               | -               | Vervangt vanaf 29 november 1918 de overleden Henri Neuman. |
| Fernand Mosselman                          | Socialist | Rechtstreeks gekozen senator | Bergen-Zinnik                               | -               | Vervangt vanaf 9 juli 1912 de overleden Fernand Defuisseaux. |
| Jules Dufrane                              | Socialist | Rechtstreeks gekozen senator | Bergen-Zinnik                               | -               | |
| Octave Battaille                           | Liberaal  | Rechtstreeks gekozen senator | Doornik-Aat                                 | -               | Vervangt vanaf 27 februari 1914 de overleden Emile Huet. |
| Oscar de Séjournet de Rameignies           | Liberaal  | Rechtstreeks gekozen senator | Doornik-Aat                                 | -               | |
| Charles De Bruycker                        | Katholiek | Rechtstreeks gekozen senator | Doornik-Aat                                 | -               | Vervangt vanaf 29 november 1918 de overleden Alphonse Stiénon du Pré. |
| Fernand Thiébaut                           | Katholiek | Rechtstreeks gekozen senator | Charleroi-Thuin                             | -               | Vervangt vanaf 29 november 1918 de overleden Amaury Werner de Merode. De Merode was tot aan zijn dood op 17 november 1914 voorzitter van de commissie Oorlog.                                            |
| Eugène Derbaix                             | Katholiek | Rechtstreeks gekozen senator | Charleroi-Thuin                             | -               | |
| Georges Croquet                            | Liberaal  | Rechtstreeks gekozen senator | Charleroi-Thuin                             | -               | Vervangt vanaf 29 november 1918 de overleden Edmond Steurs. |
| Georges Hubert                             | Liberaal  | Rechtstreeks gekozen senator | Charleroi-Thuin                             | -               | |
| Auguste Houzeau de Lehaie                  | Socialist | Rechtstreeks gekozen senator | Charleroi-Thuin                             | -               | Vanaf 27 december 1918 voorzitter van de commissie Kunsten en Wetenschappen. |
| Maxime Dryon                               | Socialist | Rechtstreeks gekozen senator | Charleroi-Thuin                             | -               | Vervangt vanaf 29 november 1918 de overleden Edmond Piret-Goblet (liberaal). |
| Armand Libioulle                           | Socialist | Rechtstreeks gekozen senator | Charleroi-Thuin                             | -               | |
| Paul Berryer                               | Katholiek | Rechtstreeks gekozen senator | Luik                                        | -               | |
| Guillaume van Zuylen                       | Katholiek | Rechtstreeks gekozen senator | Luik                                        | -               | Tot 27 december 1918 voorzitter van de commissie Koloniën. |
| Alfred Magis                               | Liberaal  | Rechtstreeks gekozen senator | Luik                                        | -               | |
| Jean Keppene                               | Socialist | Rechtstreeks gekozen senator | Luik                                        | -               | Keppene overlijdt op 29 maart 1918, maar wordt niet meer vervangen. |
| Alphonse Carpentier                        | Liberaal  | Rechtstreeks gekozen senator | Luik                                        | -               | Vervangt vanaf 10 juni 1913 de overleden Charles Clément (socialist). |
| Emile Coppieters                           | Socialist | Rechtstreeks gekozen senator | Luik                                        | -               | |
| Jules Francq                               | Socialist | Rechtstreeks gekozen senator | Luik                                        | -               | |
| Charles-Léon Naveau                        | Liberaal  | Rechtstreeks gekozen senator | Hoei-Borgworm                               | -               | |
| Dieudonné Alfred Ancion                    | Katholiek | Rechtstreeks gekozen senator | Hoei-Borgworm                               | -               | Vanaf 27 december 1918 voorzitter van de commissie Economische Zaken. |
| Alfred Simonis                             | Katholiek | Rechtstreeks gekozen senator | Verviers                                    | -               | Tot 27 december 1918 voorzitter van de commissie Arbeid en Nijverheid en vanaf 27 december 1918 voorzitter van de commissie Arbeid, Nijverheid en Ravitaillering.                                        |
| Edouard Peltzer de Clermont                | Liberaal  | Rechtstreeks gekozen senator | Verviers                                    | -               | |
| Ferdinand Portmans                         | Katholiek | Rechtstreeks gekozen senator | Hasselt-Tongeren-Maaseik                    | -               | Vervangt vanaf 27 mei 1913 de overleden Edmond Whettnall. Whettnall was quaestor tot aan zijn dood op 28 maart 1913.                                                                                     |
| Theodore de Renesse                        | Katholiek | Rechtstreeks gekozen senator | Hasselt-Tongeren-Maaseik                    | -               | De Renesse neemt ontslag op 26 februari 1919 om provinciegouverneur van Limburg te worden, maar wordt niet meer vervangen.                                                                               |
| Clément Cartuyvels                         | Katholiek | Rechtstreeks gekozen senator | Hasselt-Tongeren-Maaseik                    | -               | |
| Camille Desmaisières                       | Katholiek | Rechtstreeks gekozen senator | Hasselt-Tongeren-Maaseik                    | -               | |
| Paul de Moffarts                           | Katholiek | Rechtstreeks gekozen senator | Aarlen-Marche-Bastenaken-Neufchâteau-Virton | -               | Vervangt vanaf 11 februari 1919 de overleden Joseph Devolder. Devolder was tot 27 december 1918 voorzitter van de commissie Justitie.                                                                    |
| Alfred Orban de Xivry                      | Katholiek | Rechtstreeks gekozen senator | Aarlen-Marche-Bastenaken-Neufchâteau-Virton | -               | Secretaris. |
| Herbert Speyer                             | Liberaal  | Rechtstreeks gekozen senator | Aarlen-Marche-Bastenaken-Neufchâteau-Virton | -               | |
| Eugène de Mevius                           | Katholiek | Rechtstreeks gekozen senator | Namen-Dinant-Philippeville                  | -               | |
| Alfred d'Huart                             | Katholiek | Rechtstreeks gekozen senator | Namen-Dinant-Philippeville                  | -               | Secretaris. |
| Charles Mincé du Fontbaré                  | Katholiek | Rechtstreeks gekozen senator | Namen-Dinant-Philippeville                  | -               | Vervangt vanaf 27 februari 1914 de overleden Guillaume de Giey. |
| Gabriel Hicguet                            | Liberaal  | Rechtstreeks gekozen senator | Namen-Dinant-Philippeville                  | -               | |
| Pierre Focquet                             | Liberaal  | Rechtstreeks gekozen senator | Namen-Dinant-Philippeville                  | -               | Vervangt vanaf 1 augustus 1912 de overleden Walthère de Selys Longchamps. |
| Alphonse Ryckmans                          | Katholiek | Provinciaal senator          | -                                           | Antwerpen       | Secretaris vanaf 29 november 1918. |
| Robert d'Ursel                             | Katholiek | Provinciaal senator          | -                                           | Antwerpen       | Vervangt vanaf 12 augustus 1913 de overleden Victor Emile Fris. |
| Ferdinand de Baillet Latour                | Katholiek | Provinciaal senator          | -                                           | Antwerpen       | Vervangt vanaf 17 december 1912 de overleden Auguste Cools. De Baillet Latour is quaestor vanaf 18 april 1913.                                                                                           |
| Eugène Goblet d'Alviella                   | Liberaal  | Provinciaal senator          | -                                           | Brabant         | Ondervoorzitter en vanaf 27 december 1918 voorzitter van de commissie Justitie. |
| Emile Vinck                                | Socialist | Provinciaal senator          | -                                           | Brabant         | |
| Joseph Berger                              | Liberaal  | Provinciaal senator          | -                                           | Brabant         | |
| Emile Delannoy                             | Liberaal  | Provinciaal senator          | -                                           | Brabant         | |
| Albert Cappelle                            | Katholiek | Provinciaal senator          | -                                           | West-Vlaanderen | |
| Raphaël de Spot                            | Katholiek | Provinciaal senator          | -                                           | West-Vlaanderen | |
| Etienne de Vrière                          | Katholiek | Provinciaal senator          | -                                           | West-Vlaanderen | Vervangt vanaf 11 maart 1919 de overleden Jules Vandenpeereboom. |
| Herman della Faille d'Huysse               | Katholiek | Provinciaal senator          | -                                           | Oost-Vlaanderen | |
| Jean-Baptiste de Ghellinck d'Elseghem      | Katholiek | Provinciaal senator          | -                                           | Oost-Vlaanderen | |
| Alfred Claeys-Bouüaert                     | Katholiek | Provinciaal senator          | -                                           | Oost-Vlaanderen | |
| Arthur Ligy                                | Katholiek | Provinciaal senator          | -                                           | Oost-Vlaanderen | Vervangt vanaf 11 november 1913 de overleden Paul de Smet de Naeyer. |
| Leon Hiard                                 | Liberaal  | Provinciaal senator          | -                                           | Henegouwen      | |
| Albert Asou                                | Liberaal  | Provinciaal senator          | -                                           | Henegouwen      | Vervangt vanaf 29 juli 1919 Antoine Vanderborght, die wegens beroepsredenen ontslag neemt. |
| Jules Lekeu                                | Socialist | Provinciaal senator          | -                                           | Henegouwen      | |
| Alfred Danhier                             | Socialist | Provinciaal senator          | -                                           | Henegouwen      | Vervangt vanaf 29 juli 1919 Henri Rolland, die ondervoorzitter van het Tribunaal van Oorlogsslachtoffers van Bergen wordt.                                                                               |
| Charles Magnette                           | Liberaal  | Provinciaal senator          | -                                           | Luik            | Secretaris. |
| Léon Colleaux                              | Socialist | Provinciaal senator          | -                                           | Luik            | Ondervoorzitter vanaf 29 november 1918. |
| Henri La Fontaine                          | Socialist | Provinciaal senator          | -                                           | Luik            | Secretaris. |
| Eugeen Keesen                              | Katholiek | Provinciaal senator          | -                                           | Limburg         | Vanaf 27 december 1918 voorzitter van de commissie Koloniën. |
| Auguste Van Ormelingen                     | Katholiek | Provinciaal senator          | -                                           | Limburg         | Vervangt vanaf 25 februari 1919 de overleden François Meyers. |
| Paul de Favereau                           | Katholiek | Provinciaal senator          | -                                           | Luxemburg       | Senaatsvoorzitter en voorzitter van de commissie Buitenlandse Zaken. |
| Armand de Pitteurs-Hiegaerts               | Katholiek | Provinciaal senator          | -                                           | Luxemburg       | Tot 27 december 1918 voorzitter van de commissie Spoorwegen en vanaf 27 december 1918 voorzitter van de commissie Spoorwegen, Marine, Posterijen en Telegrafie.                                          |
| Georges Cousot                             | Katholiek | Provinciaal senator          | -                                           | Namen           | Vervangt vanaf 29 november 1918 de overleden Albert de Beauffort. |
| Alberic de Pierpont Surmont de Volsberghe  | Katholiek | Provinciaal senator          | -                                           | Namen           | Vervangt vanaf 3 april 1914 Charles Mincé du Fontbaré, die rechtstreeks gekozen senator wordt. |